# Partir (1931)
Partir is een Franse dramafilm uit 1931 onder regie van Maurice Tourneur. Het scenario is gebaseerd op de gelijknamige roman uit 1926 van de Franse auteur Roland Dorgelès.

## Verhaal
Jacques Largy heeft per ongeluk iemand gedood. Om zijn misdaad te ontvluchten gaat hij aan boord van een schip naar Indochina met het toneelgezelschap van zijn vriendin Florence Bernard. Als zijn arrestatie dreigt, pleegt hij zelfmoord.

## Rolverdeling
| Acteur              | Personage        |
| ------------------- | ---------------- |
| Jean Marchat        | Jacques Largy    |
| Simone Cerdan       | Florence Bernard |
| Ginette d'Yd        | Odette Nicolai   |
| Gaby Basset         | Carmen           |
| Charles Prince      | Acteur           |
| Fichel              | Prater           |
| Gaston Mauger       | Félix            |
| Georges Paulais     | Arts             |
| Charles Barrois     | Purser           |
| Jacques Anderson    | Blonde luitenant |
| Lugné-Poe           | Daniel Garrot    |
| Hélène Robert       | Micaella         |
| Christiane Tourneur | Musette          |
| Raymond Cordy       |                  |